# Gimnazija Jožeta Plečnika
Gimnazija Jožeta Plečnika Ljubljana je gimnazija, poimenovana po slovenskem arhitektu Jožetu Plečniku. Ime je dobila, ker je osnovna stavba postavljena po načrtih tega znanega arhitekta. Sam ni nikoli obiskoval te šole niti ni imel končane gimnazije. Prizidek gimnazije je ob urejanju arkad ob Kongresnem trgu zasnoval arhitekt Edo Ravnikar s sodelavci. Stavba stoji v strogem centru Ljubljane, vzdolž Šubičeve ulice (zato je bila v preteklosti pogosto pogovorno imenovana tudi Šubičeva gimnazija), en trakt (starejši, ki ni Plečnikov) pa nad Kongresnim trgom. Dvoriščni del je obrnjen proti Plečnikovemu trgu. Gimnazija je vključena v Unescovo mednarodno mrežo šol. Poseben poudarek je na učenju tujih jezikov. Trenutna ravnateljica je Lidija Žigon.

## Zgodovina
Gimnazija je v tej zgradbi pričela delovati po koncu druge svetovne vojne, ko se je vanjo vselila II. državna ženska realna gimnazija (do tedaj v Mladiki). Pred tem so imele v Uršulinskem samostanu nune svojo zasebno šolo. V šolskem letu 1946/47 je delovala v teh prostorih mešana osnovna šola Center, v letu 1948/49 sta bili v prostorih VI. In VII. gimnazija. Leta 1958 se je šola združila s starejšo Klasično gimnazijo, pri čemer je bila novoustanovljena šola poimenovana kot IV. gimnazija. Slednja je eno leto domovala v stavbi nekdanje klasične gimnazije na Prežihovi ulici, nato pa sta se IV. in II. (poljanska) gimnazija združili v II. (splošno in klasično) gimnazijo ter se preselili na Šubičevo. Leta 1963 se je poljanska gimnazija oddvojila in vrnila na Poljane, medtem ko je na Šubičevi ostala II. gimnazija. Ostal ji je naziv klasična gimnazija, ker so v nekaj paralelkah učili latinščino in kot fakultativni predmet staro grščino. Nekatere obrobne (tehnična vzgoja) predmete so občasno obiskovali v stavbi Poljanske gimnazije in telovadbo v različnih telovadnicah po Ljubljani. Do sredine sedemdesetih let je bila ta gimnazija največja v Ljubljani. Imela je po osem paralelk vsakega letnika. Leta 1976 so gimnazijo preimenovali v Gimnazijo Ivana Cankarja in leta 1981 v Srednjo šolo Ivan Cankar za splošno kulturo in elektroenergetiko; leta 1982 se je srednja šola preselila na Strossmayerjevo 1. Na Šubičevo pa se je preselila Srednja zdravstvena šola Ljubljana. Leta 1990 se je šola preimenovala v Srednjo zdravstveno šolo in gimnazijo Ljubljana. Leta 1997 se je šola razdelila na zdravstveni in gimnazijski del; Srednja zdravstvena se je izselila na Poljansko cesto 61, medtem ko je gimnazijski del ostal v matični stavbi in postal Gimnazija Jožeta Plečnika Ljubljana.